# Бербео
Бербео (исп. Berbeo) — небольшой город и муниципалитет в центральной части Колумбии, на территории департамента Бояка. Входит в состав провинции Ленгупа.

## История
Поселение, из которого позднее вырос город, было основано в 1743 году. Муниципалитет Бербео был выделен в отдельную административную единицу в 1913 году.

## Географическое положение

Муниципалитет Бербео

Город расположен в южной части департамента, в гористой местности Восточной Кордильеры, к востоку от реки Ленгупа (бассейн реки Мета), на расстоянии приблизительно 41 километра к юго-востоку от города Тунха, административного центра департамента. Абсолютная высота — 1350 метров над уровнем моря.
Муниципалитет Бербео граничит на севере и северо-западе с территорией муниципалитета Сетакира, на юго-западе — с муниципалитетом Мирафлорес, на юго-востоке — с муниципалитетом Паэс, на востоке — с муниципалитетом Сан-Эдуардо. Площадь муниципалитета составляет 61,7 км².

## Население
По данным Национального административного департамента статистики Колумбии, совокупная численность населения города и муниципалитета в 2015 году составляла 1932 человека.
Динамика численности населения муниципалитета по годам:
| 2005 | 2006 | 2007 | 2008 | 2009 | 2010 | 2011 | 2012 | 2013 | 2014 | 2015 |
| ---- | ---- | ---- | ---- | ---- | ---- | ---- | ---- | ---- | ---- | ---- |
| 1913 | 1915 | 1917 | 1918 | 1920 | 1922 | 1924 | 1926 | 1928 | 1930 | 1932 |

Согласно данным переписи 2005 года мужчины составляли 52 % от населения Бербео, женщины — соответственно 48 %. В расовом отношении белые и метисы составляли 99,9 % от населения города; негры, мулаты и райсальцы — 0,1 %.
Уровень грамотности среди всего населения составлял 86,4 %.

## Экономика
78 % от общего числа городских и муниципальных предприятий составляют предприятия торговой сферы, 20,3 % — предприятия сферы обслуживания, 1,7 % — предприятия иных отраслей экономики.